# WTA-toernooi van Durban
Het WTA-toernooi van Durban was een tennistoernooi voor vrouwen dat van 1969 tot en met 1971 en in 1984 plaatsvond in de Zuid-Afrikaanse stad Durban. De recentste officiële naam van het toernooi was South African.
De WTA organiseerde het toernooi, dat tot de Virginia Slims tour behoorde en werd gespeeld op hardcourtbanen.
Er werd in 1984 door 32 deelneemsters gestreden om de titel in het enkelspel, en door 16 paren om de dubbelspeltitel. Aan het kwalificatietoernooi voor het enkelspel namen 16 speelsters deel, met vier plaatsen in het hoofdtoernooi te vergeven.

## Officiële namen
| 1969–1971 | Natal Open Championships |
| 1984      | South African            |

## Meervoudig winnaressen enkelspel
| speelster        | aantal titels | in de jaren |
| ---------------- | ------------- | ----------- |
| Billie Jean King | 2             | 1969, 1970  |

## Enkel- en dubbelspeltitel in één jaar
| speelster        | in het jaar |
| ---------------- | ----------- |
| Billie Jean King | 1969, 1970  |
| Margaret Court   | 1971        |
| Mareen Louie     | 1984        |

## Finales

### Enkelspel
| Datum      | Naam                     | ($)           | Ondergrond        | Winnares         | Verliezend finaliste | Uitslag       |
| ---------- | ------------------------ | ------------- | ----------------- | ---------------- | -------------------- | ------------- |
| 1969-04-14 | Natal Open Championships |               | hardcourt, buiten | Billie Jean King | Annette van Zyl      | 6-4, 6-1      |
| 1970-04-06 | Natal Open Championships | 22.680        | hardcourt, buiten | Billie Jean King | Margaret Court       | 6-4, 2-6, 6-2 |
| 1971-03-29 | Natal Open Championships |               | hardcourt, buiten | Margaret Court   | Patti Hogan          | 6-2, 6-1      |
| 1972–1983  | geen toernooi            | geen toernooi | geen toernooi     | geen toernooi    | geen toernooi        | geen toernooi |
| 1984-04-23 | South African            | 50.000        | hardcourt, buiten | Mareen Louie     | Rene Uys             | 6-1, 6-4      |

### Dubbelspel
| Datum      | Naam                     | ($)           | Ondergrond        | Winnaressen                       | Verliezend finalistes            | Uitslag       |
| ---------- | ------------------------ | ------------- | ----------------- | --------------------------------- | -------------------------------- | ------------- |
| 1969-04-14 | Natal Open Championships |               | hardcourt, buiten | Rosie Casals Billie Jean King     | Annette van Zyl Patricia Walkden | 6-3, 1-6, 6-2 |
| 1970-04-06 | Natal Open Championships | 22.680        | hardcourt, buiten | Rosie Casals Billie Jean King     | Margaret Court Judy Dalton       | 7-5, 6-3      |
| 1971-03-29 | Natal Open Championships |               | hardcourt, buiten | Margaret Court Evonne Goolagong   | Kerry Harris Winnie Shaw         | 3-6, 6-3, 6-3 |
| 1972–1983  | geen toernooi            | geen toernooi | geen toernooi     | geen toernooi                     | geen toernooi                    | geen toernooi |
| 1984-04-23 | South African            | 50.000        | hardcourt, buiten | Anna-Maria Fernandez Mareen Louie | Cláudia Monteiro Beverly Mould   | 7-5, 5-7, 6-1 |